# Бакитжан Сагинтаев
Бакитжан Абдирули Сагинтаев (на казахски: Бақытжан Әбдірұлы Сағынтаев) е казахстански учен и политик. Член е на партията „Нур Отан“. Министър-председател на Казахстан от 8 септември 2016 до 21 февруари 2019 г. и кмет на Алмати от 28 юни 2019 г.

## Биография
Роден е в село Ушарал, Таласки район, Джамбулска област, Казахска ССР, СССР на 13 октомври 1963 г. Баща му Абдир Сагинтаев (Абдыр Сагинтаев) е бил директор на Талаския племенен овцевъден завод, герой на социалистическия труд.
Б. Сагинтаев е женен за Галия Каратаевна Сагинтаева, имат 2 дъщери. Тъст му Каратай Турисов (Каратай Турысов) е бил секретар на ЦК на Компартията на Казахстан (Казахска ССР), секретар на съветския Всесъюзен централен съвет на професионалните съюзи (ВЦСПС), вицепремиер и министър на туризма, физическата култура и спорта на Република Казахстан, председател на Централната избирателна комисия на страната.
Бакитжан Сагинтаев завършва Казахския държавен университет „С. М. Киров“ (днес: Казахски национален университет „Ал-Фараби“) в Алма Ата, има научна степен кандидат на икономическите науки. Работи като преподавател в Катедрата по политикономия на Алмаатинския институт по народно стопанство и в Казахския държавен университет „С. М. Киров“ (1988 – 1992), където израства от асистент до доцент в Катедрата по социология.
Занимава се с бизнес предприемачество в периода от 1992 до 1998 г.
През 1998 г. е назначен за заместник-управител на Жамбълска област. От следващата година заема длъжностите заместник-председател на Агенцията за подкрепа на малкия бизнес (после Агенция за регулиране на естествените монополи, защита на конкуренцията и подкрепа на малкия бизнес) и председател на Управителния съвет на „Фондация за развитие на малкото предприемачество“ АД (ЗАО „Фонд развития малого предпринимательства“). От 2002 г. е първи заместник-председател на Агенцията за регулиране на естествените монополи и защита на конкуренцията, а от 2004 г. е председател на Агенцията за регулиране на естествените монополи.
През периода от 2007 до 2008 г. работи като ръководител на Канцеларията на премиера на Република Казахстан. После заема (2008 – 2012) длъжността управител (аким) на Павлодарска област.
След това е член на правителството (освен през краткия период от септември 2012 до януари 2013 г., когато е първи заместник-председател на Народно-демократическата партия „Нур Отан“):
- министър на икономическото развитие и търговията, 20 януари – 24 септември 2012 г.
- първи заместник министър-председател и министър на регионалното развитие, от 16 януари 2013 г.[1][2]

На 8 септември 2016 година е назначен за изпълняващ длъжността министър-председател на Република Казахстан, после и за министър-председател.